# Théodore Tronchin
Théodore Tronchin (Ginebra, 24 de junio de 1709-París, 30 de noviembre de 1781) fue un médico suizo, uno de los médicos más famosos del siglo XVIII.

## Biografía
La familia de  Théodore Tronchin descendía de Rémi Tronchin, un oficial al servicio de Enrique IV de Francia, de una antigua familia de Arlés, aliada de las primeras casas de Provenza, una rama de la cual se había refugiado en Ginebra en tiempos de la matanza de San Bartolomé, y del ahijado de Teodoro de Beza, el teólogo del mismo nombre Théodore Tronchin (1582-1657).
El  padre de Théodore Tronchin fue Jean-Robert Tronchin (1670-1730), uno de los más ricos banqueros, con establecimientos en Lion y Ginebra. Su madre, Angelique Calandrini (1692-1715), era de ascendencia italiana y murió joven.
Tronchin estaba destinado por su padre a la carrera clerical, que este siguió de mala gana hasta que su padre se arruinó y tuvo que viajar con él a Inglaterra, donde decidió iniciar la carrera de medicina en la Universidad de Cambridge con el famoso doctor Richard Mead, médico de Jorge II de Gran Bretaña. Pasó luego a la Universidad de Leiden, donde trabó amistad con el futuro enciclopedista Louis de Jaucourt.
Tras doctorarse en 1730, se especializó en ginecología, trabajando en Ámsterdam y fue nombrado Presidente del Colegio de Medicina e inspector de hospitales. Se casó con una nieta del estatúder Johan de Witt, de quien también fue primer médico, pero prefirió volver con sus compatriotas en 1750, y en Ginebra el Consejo de Estado le dio el título de Profesor Honorario de medicina. Allí inspiró a los estudiantes una sana desconfianza de las teorías tradicionales y defendió la práctica de la vacunación, transformándose en un propagandista de la vacuna contra la viruela.
Llevó la variolación a Francia y es autor de uno de los dos artículos sobre la "inoculación" en la Encyclopédie de Diderot y d'Alembert, en los que hace una crítica vehemente sobre la superstición y sobre el Estado que paralizaba la evolución de la medicina y la salud de los súbditos del rey. Después de haber dado el buen ejemplo en su propia familia, no escatimó esfuerzos para difundir la variolación en Francia: "la inoculación, dijo, tomando como préstamo un aforismo de otro de sus defensores, La Condamine, resulta en seres humanos, mientras que la viruela los diezma".
Los gobernantes se peleaban por tenerle a su servicio. La Emperatriz de Rusia hizo propuestas para atraerle a su país. En 1756 fue llamado a París para inocular a los niños del duque de Orleans y, en 1765, el Duque de Parma le confió su hijo Fernando. Este príncipe quería retenerlo, y para ello le incluyó en el rango de sus patricios, pero Tronchin prefirió la residencia en su patria antes que las ofertas más brillantes.
Mientras vivía en Ginebra Tronchin se veía solicitado por toda Europa. Sin embargo, el duque de Orleans, mediante reiteradas súplicas, consiguió hacerle aceptar el puesto de su médico de cabecera. Tenía un talento poco común, modales nobles y elegantes y afán de aliviar el dolor. Su extensa gama de conocimientos y su conversación hacían que también aquellos que no lo necesitaban como médico lo apreciaran como hombre de mundo.
Contaba entre sus amigos a los hombres más ilustres de la filosofía y la literatura, como Voltaire, Diderot, etc. Una verdadera amistad le unía a Louise d'Épinay y Frédéric-Melchior Grimm. Madame Necker y Antoine Léonard Thomas también le apreciaban. Voltaire, a quien había convencido de instalarse en las cercanías de Ginebra, y al que asistió en su última enfermedad, escribió versos sobre su talento.
Alejado de los sistemas establecidos, Tronchin constantemente se esforzaba de propagar una higiene simple y natural. Las mujeres y niños fueron objeto de su atención de manera especial. Para las mujeres, trató la enfermedad de los vapores, entonces a la moda, prescribiendo el aire libre, el ejercicio y la ocupación. Para los niños procuró siempre que fuese posible la eliminación de ligaduras  que distorsionasen su talla y afectasen a su salud. Tomando nota de que estar sentado durante muchas horas promueve los bloqueos y la irritación del colon, recomendó el uso de una mesa de trabajo en la que se escribía de pie, y caminar. Se rebelaba contra la vida sedentaria, el dormir demasiado tiempo, el uso de pelucas, mientras que proclamaba las virtudes de la marcha y los beneficios de las estancias en el campo.
Eliminó el método absurdo de encerrar a los enfermos en una atmósfera cargada, privándoles de cualquier comunicación con el aire exterior. Perfeccionó el proceso de inoculación, mediante la sustitución de las ampollas por la incisión, siempre un poco dolorosa y especialmente impresionante para los niños. De naturaleza sensible y generoso, regularmente recibía durante dos horas al día a los pobres. Durante estas consultas, tenía una bolsa de dinero con él, dando a cada paciente lo suficiente para pagar los medicamentos que les recetaba.  Su generosidad era tan grande que, a pesar de que el producto del ejercicio de su profesión era muy importante,  dejó a sus hijos una fortuna modesta.
Falleció a los 73 años.
Antoine Louis y Nicolas de Condorcet pronunciaron su Elogio, el primero en la Academia de Cirugía y el segundo en  la Academia de Ciencias. Antoine Léonard Thomas  hizo un elogio de Tronchin en una carta a  Suzanne Necker del 18 de enero de 1782: "Siempre hacía el bien en silencio, siempre útil, siempre tranquilo, tan indiferente tanto a la admiración como a la envidia, no atendiendo más al fasto de las palabras que a las acciones, no confiando más que al infortunio el secreto de sus virtudes, y no revelando al público su genio más que a través de sus buenas acciones"
Fue miembro de las principales academias de Europa.

## Obras
Tronchin no dejó demasiadas obras publicadas, quizás por su actividades médicas. Además de los artículos de medicina en la Enciclopedia y una edición de las Obras de Guillaume de Baillou con Prefacio, escribió solamente 
- dos tesis: De Nymphaea y De clitoride (Leyden, 1736, en cuarto)
- un pequeño tratado: De pictorum cólica, (Ginebra, 1757, en octavo) (el "cólico de Poitou), que fue fuertemente criticado por Michel-Philippe Bouvart y,
- unas Observations a la cura de una oftalmia, y sobre hernias epiploicas internas, (Volumen V de Memorias de la Academia de Cirugía).

Jean Senebier en su Historia literaria de Ginebra, (vol III, 4º) escribió que Tronchin dejó, en manuscrito, obras de gran valor sobre casi todas las partes del arte de curar, pero no se sabe qué fue de ellas.
- En Ginebra se conserva el recueil des consultations de sus consultas y gran parte de su correspondencia.